# Сан-Клементе-Мару
Сан-Клементе-Мару (San Clemente Maru) — транспортне судно, яке під час Другої світової війни брало участь у операціях японських збройних сил в Індонезії, на Алеутських островах, на архіпелазі Бісмарка та на Соломонових островах.

## Передвоєнна історія
Танкер спорудили в 1937 році на верфі Mitsubishi Jukogyo в Нагасакі для компанії Mitsubishi Kisen.
Спершу судно використовували на лінії до Північної Америки, а в 1940-му перевели на рейси до Суматри та Північного Борнео.
11 вересня 1941 року Сан-Клементе-Мару реквізували для потреб імперського флоту Японії. З 20 вересня по 28 жовтня судно пройшло необхідну модернізацію на верфі Naniwa Dockyard у Осаці. В наступні кілька років стандартним завданням Сан-Клементе-Мару стане бункерування паливом кораблів японського ВМФ.

## Операції в Індонезії
На момент вступу Японії у війну судно перебувало на Палау (важливий транспортний хаб у західній частині Каролінського архіпелагу). 17 грудня 1941 — 1 січня 1942 воно здійснило круговий рейс до японського порту Сасебо, а 2—4 січня перейшло з Палау до Давао — порту на південному узбережжі філіппінського острова Мінданао.
З середини січня Сан-Клементе-Мару працювало на якірній стоянці Банка біля північно-східного завершення острова Целебес, а 2 лютого вийшло звідси у складі другого ешелону десантного загону, котрий мав оволодіти портом Макасар (південно-західне узбережжя Целебесу). Загін попрямував через море Банда (уздовж східного узбережжя острова) та 4 лютого прибув до Кендарі. Тут американським підводним човном був торпедований та викинувся на берег есмінець «Судзукадзе», якому Сан-Клементе-Мару почало надавати допомогу (у підсумку «Судзукадзе» загине від атаки підводного човна, але в січні 1944 року). 6 лютого десантний загін вирушив далі, тоді як Сан-Клементе-Мару певний час залишався в Кендарі.
Протягом лютого танкер двічі побував у Макасарі, а наприкінці місяця вирушив на північ та 1 березня досяг Такао (наразі Гаосюн на Тайвані) та Мако (важлива база японських ВМС на Пескадорських островах у південній частині Тайванської протоки.
Невдовзі Сан-Клементе-Мару знову вирушив до Нідерландської Ост-Індії. 11 березня він зайшов до Давао, через чотири доби прибув у Макасар, а 25—28 березня перейшов до затоки Бантам на західному завершенні острова Ява (японці висадили тут десант ще 1 березня). У першій половині квітня судно перебувало в Батавії (наразі Джакарта), Макасарі, Балікпапані (центр нафтовидобутку на східному узбережжі Борнео) і 19 квітня знову прибуло до Такао, після чого пройшло для ремонту на верфі Innoshima Dockyard.

## Вторгнення на Алеутські острови
Наприкінці травня Сан-Клементе-Мару та інший танкер Тоа-Мару включили до сил підтримки висадки на Алеутські острови (Aleutian Support Force). 30 травня Сан-Клементе-Мару вийшов із Куре, після чого протягом наступних двох тижнів провадив бункерування бойових кораблів, а 17 червня не прибув до Йокосуки.

## Рейси до архіпелагу Бісмарка
20 липня 1942 року Сан-Клементе-Мару вийшов з Куре та попрямував до архіпелагу Бісмарка, звідки японські сили провадили операції на Соломонових островах та сході Нової Гвінеї. 29 липня за чотири десятки кілометрів на південний захід від атола Трук (східні Каролінські острови) підводний човен Grenadier поцілив танкер двома торпедами, які, втім, не детонували.
2 серпня 1942 року Сан-Клементе-Мару був вже у Кавієнзі, що на північному завершенні острова Нова Ірландія, де провів бункерування дивізії важких крейсерів (невдовзі ці кораблі вирушать проти сил союзників, котрі 7 серпня здійснили висадку на острові Гуадалканал, та проведуть бій біля острова Саво).
Наприкінці серпня Сан-Клементе-Мару побував на Труці, де прийняв нафту з іншого танкеру Іро, після чого 26—29 серпня здійснив перехід до Рабаулу — головної передової бази у архіпелазі Бісмарка на острові Нова Британія. Певний час він працював тут, а 25 жовтня повернувся в Японію для ремонту.
Втім, вже 30 жовтня Сан-Клементе-Мару вже знову вирушив до Рабаулу. Другу половину листопада він провадив тут бункерування кораблів, а 30 листопада прибув на якірну стоянку Шортленд — прикриту островами Шортленд акваторію біля південного узбережжя острова Бугенвіль, де часто відстоювались кораблі, котрі вели бої за Гуадалканал.
У другій половині грудня Сан-Клементе-Мару побував у Балікпапані, де прийняв нафту, після чого протягом 22 грудня 1942 — 2 січня 1943 року перейшов до Рабаулу. Наприкінці січня танкер провадив бункерування крейсерів у Кавієнзі, а 30 січня прибув до стоянки Шортленд.
У середині квітня 1943 року Сан-Клементе-Мару знаходився у Рабаулі, звідки 25 квітня вирушив  у складі конвою на Палау. Під вечір 4 травня менш ніж за сотню кілометрів від Палау підводний човен Seal поцілив танкер трьома торпедами, а через 2,5 години судно затонуло. Загинув 1 член екіпажу, інших підібрав транспорт Хоко-Мару.